# Vanishing Waves
Vanishing Waves (Originaltitel Aurora) ist ein 2012 erschienenes Filmdrama, das in gemeinschaftlicher Arbeit der beiden Regisseure Kristina Buožytė und Bruno Samper entstand.

## Handlung
Nach langer Vorbereitung starten Neurowissenschaftler ein spektakuläres Forschungsprojekt. Ein Mitglied des Teams, der sachlich-leidenschaftslos wirkende Lukas, soll mit dem Gehirn einer anonymen, komatösen Testperson vernetzt werden und in ihre Gedankenwelten eintauchen, dabei jedoch nur beobachten. Bereits beim zweiten Versuch trifft Lukas auf die höchst real wirkende Imagination einer jungen Frau, die durchnässt und bewusstlos am Strand liegt. Während Lukas versucht, sie zu beatmen, kommt die Frau zu Bewusstsein und beginnt ihn innig zu küssen. Leidenschaftliche Intimitäten folgen. Der überraschte und irritierte Lukas verschweigt sein Erlebnis gegenüber den Forschungskollegen und behauptet, während der Verbindung nur schemenhafte Eindrücke erfahren zu haben. Er drängt auf weitere Versuche. Schon bei der nächsten Vernetzung entwickelt sich zwischen den beiden ein rauschhaftes Liebesspiel in einem leeren, sonnendurchfluteten Raum. Während die geistigen Bande zwischen den beiden immer stärker werden, verschließt sich Lukas zunehmend gegenüber seinen Kollegen, besorgten Freunden und auch gegenüber seiner langjährigen Partnerin Lina, was die durch Alltag und Routine ohnehin geschwächte Beziehung der beiden zerstört. Gegen die Regeln des Forschungsversuchs verstoßend, nimmt er realen Kontakt zur Patientin auf. Er findet heraus, dass sie Aurora heißt und bei einem Autounfall ins Koma fiel, den ihr Ehemann nicht überlebte.
Die gemeinsamen Sitzungen werden düsterer, unbefriedigender und von der latenten Präsenz eines anderen Mannes überschattet, der alles zu belasten und zu hemmen scheint. Lukas, für den sich die geistige Verschmelzung mit Aurora längst zu einer Obsession entwickelt hat, wird zunehmend aggressiv. Als er den Mann bei einer Sitzung plötzlich neben Aurora stehen und leise mit ihr sprechen sieht, prügelt er wüst auf ihn ein und steigert sich in einen blutigen Gewaltrausch. Die reale Autora erleidet daraufhin einen Herzstillstand, überlebt gerade so und liegt im Sterben. Nun kann und will Lukas nicht mehr verschweigen, was er wirklich erlebt, und wird vom Leiter des Projekts heftig kritisiert. Erschüttert über sich selbst akzeptiert Lukas seine Demission und bittet nur um eine letzte Vernetzung. Lukas rennt im Dunkeln hinter Aurora her. Mal scheint er sie einzuholen, mal scheint sie ihm zu enteilen. Nach einem endlos wirkenden Lauf erreicht er sie schließlich. Leise erzählen sie sich intime Erinnerungen und Enttäuschungen ihres Lebens. Lukas bittet Autora um Vergebung. Sie verzeiht ihm und sagt, dass er leben wird. Lukas wacht auf, nachdem er mit einem Defibrillator reanimiert werden musste.

## Hintergrund und Rezeption
Der Film feierte am 29. Juni 2012 beim Internationalen Filmfestival Karlovy Vary seine Premiere und wurde dort mit einer Special Mention geehrt. Am 4. Januar 2013 kam er in Litauen in die Kinos, im Frühjahr dann in diversen europäischen Staaten sowie den USA. Im September 2013 erschien er in Deutschland auf DVD und Blu-ray.
Der Film erhielt überwiegend positive Rezensionen. Insbesondere das beeindruckende, surreal-phantasiereiche Art Design der nur etwa 1,2 Millionen Euro teuren Produktion wurde vielfach hervorgehoben. Es verleihe der fesselnden Geschichte ihren besonderen Reiz. Lob erhielten neben dem Regisseurspaar auch Kameramann Feliksas Abrukauskas und Komponist Peter von Poehl. Kritisch wurde von einigen Rezensenten die Leistung des Hauptdarstellers Marius Jampolskis betrachtet, wie auch zu wenig entwickelte Nebenrollen.
Viele Rezensenten sahen inszenatorische und inhaltliche Anklänge an Andrei Tarkowskis Filmklassiker Solaris sowie andere Science-Fiction-Werke aus den 1970ern und 1980ern, etwa von David Cronenberg und Stanley Kubrick. Weitere Vergleiche wurden mit Tarsem Singhs The Cell, aber auch Pedro Almodóvars Sprich mit ihr angestellt.